# Engelbach (Kocher)
Der Engelbach ist ein weniger als zwei Kilometer langer Bach in der Teilgemarkung Sindringen der Kleinstadt Forchtenberg im baden-württembergischen Hohenlohekreis. Nach am Oberlauf westlichem, später südlichem Lauf mündet er am Ortsende von Sindringen von rechts in den EVS-Kanal neben dem unteren Kocher.

## Geographie

### Verlauf
Der Engelbach hat zwei Oberlaufgräben, die beide nördlich von Sindringen auf dem Häuserberg ihren Weg beginnen und unbeständigen Durchfluss haben.

### Rechter Oberlauf
Der rechte Oberlauf entspringt etwa 1,5 km nordnordöstlich von Sindringen im Gewann Seefeld in einer kleinen eingesenkten, von Sickerquellen feuchten Wiese, die ringsum von Äckern umstanden ist, auf etwa 302 m ü. NHN ⊙. Nicht sehr weit entfernt von einem in selber Richtung laufenden Feldweg begleitet, fließt der Bach nach Westsüdwesten. Auf dem folgenden Abschnitt des Bachs stehen zwischen zwei von dem sich unbefestigt fortsetzenden Wirtschaftsweg abgehenden Graswegen vereinzelt Büsche am Lauf, am Ende fließt er dort in einer geschlossenen Feldhecke in einer Geländeeintiefung. Nach dieser setzt der offene Lauf aus und erst weiter abwärts läuft neben dem Grasweg wieder ein unscheinbarer Graben. Am Ende des Hasselfeldes erreicht dieser einen gut ausgebauten Feldweg, neben dem er sich mit dem diesen entlang laufenden anderen Oberlauf auf etwa 260 m ü. NHN vereint.
Der inmitten seiner natürlichen Mulde laufende rechte Oberlauf ist einschließlich des unterirdischen Abschnitts etwa 0,6 km lang und entwässert eine Fläche von unter 0,2 km².

### Linker Oberlauf
Der linke Oberlauf folgt auf ganzer Länge als Seitengraben einem westwärts ziehenden Feldweg. Dieser beginnt auf etwa 306 m ü. NHN an einer Feldwegkreuzung auf dem östlichen Häuserberg und erreicht erst nach knapp 200 Metern die Mittenlinie seiner Talmulde, der er danach schnurgerade neben dem Feldweg folgt. Baum oder Strauch am Lauf gibt es dort kaum. Erst auf dem letzten Viertelkilometer seines etwa 0,7 km langen Wegs hat er etwas häufiger Durchfluss. Er entwässert ein etwa 0,2 km² großes Gebiet.

### Verlauf
Wenige Meter nach dem Zusammenfluss seiner Oberlaufgräben läuft dem Engelbach von Norden her eine lange Talmulde vom Teichhof her zu, die aber anscheinend kein offenes Gewässer aufweist. Danach wendet sich der Engelbach nach links durch den Fuchsengrund nach Süden, der nach einem kurzen Abschnitt als Wiesenmulde sich zu einer landschaftstypischen waldbestandenen Klinge entwickelt. Darin läuft der Bach unbeständig über ein geröllreiches Bett und fällt über eine meterhohe Felsstufe mit Sinteransatz; erst in der unteren Klinge hat der Bach nach dem Zulauf von einer Quelle am rechten Hang beständiger Durchfluss. Auf etwa über 200 m ü. NHN endet die Klinge am Haus Nr. 28 der Jagsthäuser Straße (L 1050) von Sindringen. Der Engelbach läuft noch etwa hundert Meter über die rechte Kocheraue am unteren Ortsrand von Sindringen entlang und mündet dann auf etwa 183 m ü. NHN in den kurz zuvor in Sindringen nach rechts vom Kocher abgegangenen EVS-Kanal nach Ohrnberg.
Mitsamt seinem etwa längeren linken Oberlauf ist der Engelbach etwa 1,7 km lang, hat ein mittleres Sohlgefälle von etwa 74 ‰ und mündet etwa 123 Höhenmeter unterhalb des Grabenbeginns an der Kreuzung auf dem Häuserberg.

### Einzugsgebiet
Das Einzugsgebiet des Engelbach ist 1,5 km² groß und liegt im Naturraum der Kocher-Jagst-Ebenen, im oberen und mittleren Teil im Unterraum Schöntaler Buchwald der Westlichen Kocher-Jagst-Ebenen, mit der Unterlaufklinge und ihren Randhöhen im Unterraum Unteres Kochertal des Kochertals. Der höchste Punkt nahe an der Erddeponie von Schöntal erreicht eine Höhe von 343 m ü. NHN. Der größte Teil des Einzugsgebietes auf der Hochebene rechtsseits des Kochertals ist offene, meist in großen Flächen beackerte Flur; allein in der Unterlaufklinge steht Wald.
Reihum grenzen die Einzugsgebiete der folgenden Nachbargewässer an:
- Jenseits der höchsten nördlichen Wasserscheide erreicht der Abfluss zur anderen Seite die nahe Jagst, im nordöstlichen Abschnitt über den Bach durch die Westerntalklinge;
- im Osten konkurriert der Kaibach, der wenig oberhalb des Engelbachs in Sindringen in den Kocher mündet und
- im Westen fließt der Bach aus der Trautenklinge ebenfalls südwärts zur Mündung etwas abwärts in denselben EVS-Kanal neben dem Kocher.

Das Gebiet liegt fast vollständig in der Stadtteilgemarkung Sindringen der Kleinstadt Forchtenberg im Hohenlohekreis; nur ein schmaler gewässerloser Randstreifen ganz im Norden gehört zur Gemeinde Jagsthausen im Nachbar-Landkreis Heilbronn. Außer einem Zwickel von Sindringen an der Mündung gibt es Besiedlung nur im nördlichen Bereich des Gebietes durch drei Aussiedlerhöfe, den Teichhof und zwei weitere im Gewann Im Hölzle, von denen einer auf der östlichen Wasserscheide sitzt.

## Geologie
Am Nordwestrand des Gebietes liegt in schmalem Streifen Gipskeuper (Grabfeld-Formation), die höchste mesozoische Schicht im Einzugsgebiet, darunter erstreckt sich auf seinem überwiegenden Teil der Lettenkeuper (Erfurt-Formation) bis an den Anfang Fuchsengrund der Unterlaufklinge, beidseits von dieser noch weiter südwärts. In der Klinge selbst und an den Einhängen zum Kochertal steht bis zur Mündung Oberer Muschelkalk an.
Weite Partien des Lettenkeupers sind mit Lösssediment aus quartärer Ablagerung überdeckt. In den drei Oberlaufmulden und entlang dem Bachlauf in der Klinge bis zur Mündung liegt holozänes Schwemmland, auf dem Muschelkalk Hangschutt. Drei Störungslinien queren das obere Einzugsgebiet von Nordwesten in Richtung Südosten. Sie sind nach Südwesten hin abgetreppt und gehören zum Störungsbündel, das jenseits des Kochers beidseits der diesem zufließenden Sall parallel läuft.
Am rechten Hang der Klinge steht die 4 bis 8 Meter hohe Abbauwand eines aufgelassenen kleinen Steinbruchs im Muschelkalk.

## Geschichte
Auf der nördlichen Wasserscheide verläuft die Trasse der Hohen Straße zwischen Kocher und Jagst, eines schon vorgeschichtlichen Höhenweges zwischen den beiden Flüssen, nach dem wohl das dortige Gewann Straßenschlag benannt ist. Heute läuft auf der Wasserscheide ein Abschnitt der K 2017/K 2018 von Forchtenberg-Neuzweiflingen/Trautenhof im Westen nach Jagsthausen-Edelmannshof im Osten.

## Tourismus
Der dem Obergermanisch-Raetischen Limes folgende Limeswanderweg des Schwäbischen Albvereins durchquert auf seinem Abschnitt von Jagsthausen nach Sindringen das Einzugsgebiet in südlicher Richtung. Bis zum Fuchsengrund ist er mit einer Radwegspange zwischen den Radwegen auf der Wasserscheide im Norden und dem Kochertal im Süden gebündelt, danach läuft der Radweg in der Klinge ins Kochertal hinab und der Wanderweg über den oberen Hang des Häuserbergs zur Mitte von Sindringen.

### LUBW
Amtliche Online-Gewässerkarte mit passendem Ausschnitt und den hier benutzten Layern: Lauf und Einzugsgebiet des Engelbachs

Allgemeiner Einstieg ohne Voreinstellungen und Layer: Daten- und Kartendienst der Landesanstalt für Umwelt Baden-Württemberg (LUBW) (Hinweise)
1. 1 2 3 4 5  Höhe nach dem Höhenlinienbild auf dem Hintergrundlayer Topographische Karte.
2. ↑  Länge nach dem Layer Gewässernetz (AWGN), ergänzt um ein kleines, auf der Gewässerkarte nicht berücksichtigtes Anfangsstück, das auf dem Hintergrundlayer Topographische Karte abgemessen wurde.
3. ↑  Einzugsgebiet nach dem Layer Basiseinzugsgebiet (AWGN).
4. 1 2  Länge abgemessen auf dem Hintergrundlayer Topographische Karte.
5. 1 2  Einzugsgebiet abgemessen auf dem Hintergrundlayer Topographische Karte.
6. ↑  Natur teilweise nach dem Layer Geschützte Biotope.
7. ↑  Alter Steinbruch nach dem Layer Geschützte Biotope.

### Andere Belege
1. ↑  Wolf-Dieter Sick: Geographische Landesaufnahme: Die naturräumlichen Einheiten auf Blatt 162 Rothenburg o. d. Tauber. Bundesanstalt für Landeskunde, Bad Godesberg 1962. → Online-Karte (PDF; 4,7 MB)
2. ↑  Geologie nach den Layern zu Geologische Karte 1:50.000 auf: Mapserver des Landesamtes für Geologie, Rohstoffe und Bergbau (LGRB) (Hinweise)